# Družbeni roman
Delavski roman (tudi proletarski, socialni roman) je žanr proletarske književnosti, ki je oprta na ideje oktobrske revolucije in komunizma. Gre za književnost o tako imenovanem malem človeku (delavcu in kmetu). Močno podporo je imela v državah Srednje Evrope – najbolj v Nemčiji, Avstriji in na Madžarskem. Glavna tema proletarske literature je bil razredni boj. 
Proletarec je državljan najnižjega razreda, običajno delavskega. Proletarski roman pogosto služi kot sredstvo za spodbujanje socialne reforme ali politične revolucije v delavskem razredu. Največ romanov takšnega tipa je bilo napisanih med letoma 1930 in 1945 v različnih predelih sveta.
Prvi slovenski delavski roman Iz modernega sveta je napisal Fran Saleški Finžgar leta 1904. Roman govori o železarskem štrajku na Jesenicah. Finžgar je konflikt med delodajalci in delavci rešil s poroko hčerke tovarnarja z delavskim zdravnikom, ki je bil na strani stavkajočih. Oznako delavskega romana so zapisali tudi pri Franu Zbašniku (Žrtve, 1901) in Janko Kersniku (Testament, 1902), vendar ti dolgi pripovedi nimata izrecne vrstne oznake roman, kakor je nima tudi prvi natis Cankarjevega Na klancu, 1902. Naslednji delavski roman je Albina Prepeluha Mina. Izrazi delavski/socialni/proletarski roman se v zgodnejših slovenskih publicističnih poročilih nanašajo na romane Zolaja, Gregorja Samarova, Maxa Kretzerja, Sergeja Šarapova, Jacka Londona. 

### Slovenski proletarski romanopisci
- Prežihov Voranc
- Tone Seliškar
- Miško Kranjec